# Susmiou
Susmiou è un comune francese di 355 abitanti situato nel dipartimento dei Pirenei Atlantici nella regione della Nuova Aquitania.

## Storia

### Simboli
Lo stemma è stato adottato dal comune nel 2024. Le due mucche sono il simbolo della regione del Béarn, le bande ondate rappresentano la Gave d'Oloron e il suo affluente Lausset.

## Società

### Evoluzione demografica
Abitanti censiti